# 17240 Gletorrence
17240 Gletorrence è un asteroide della fascia principale. Scoperto nel 2000, presenta un'orbita caratterizzata da un semiasse maggiore pari a 2,2853546 UA e da un'eccentricità di 0,0849993, inclinata di 2,29796° rispetto all'eclittica.